# Zygoballus incertus
Zygoballus incertus är en spindelart som först beskrevs av Banks 1929.  Zygoballus incertus ingår i släktet Zygoballus och familjen hoppspindlar. Inga underarter finns listade i Catalogue of Life.

## Bildgalleri

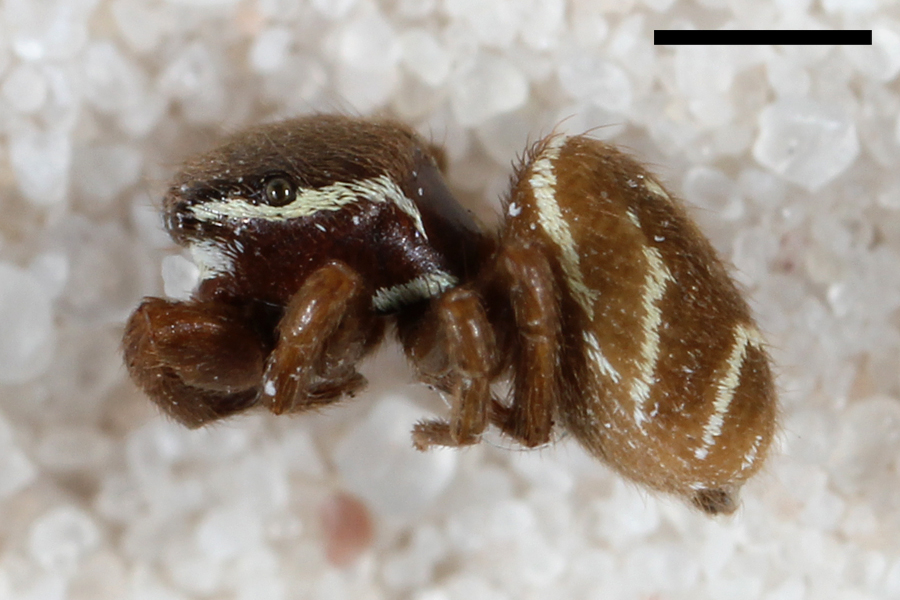
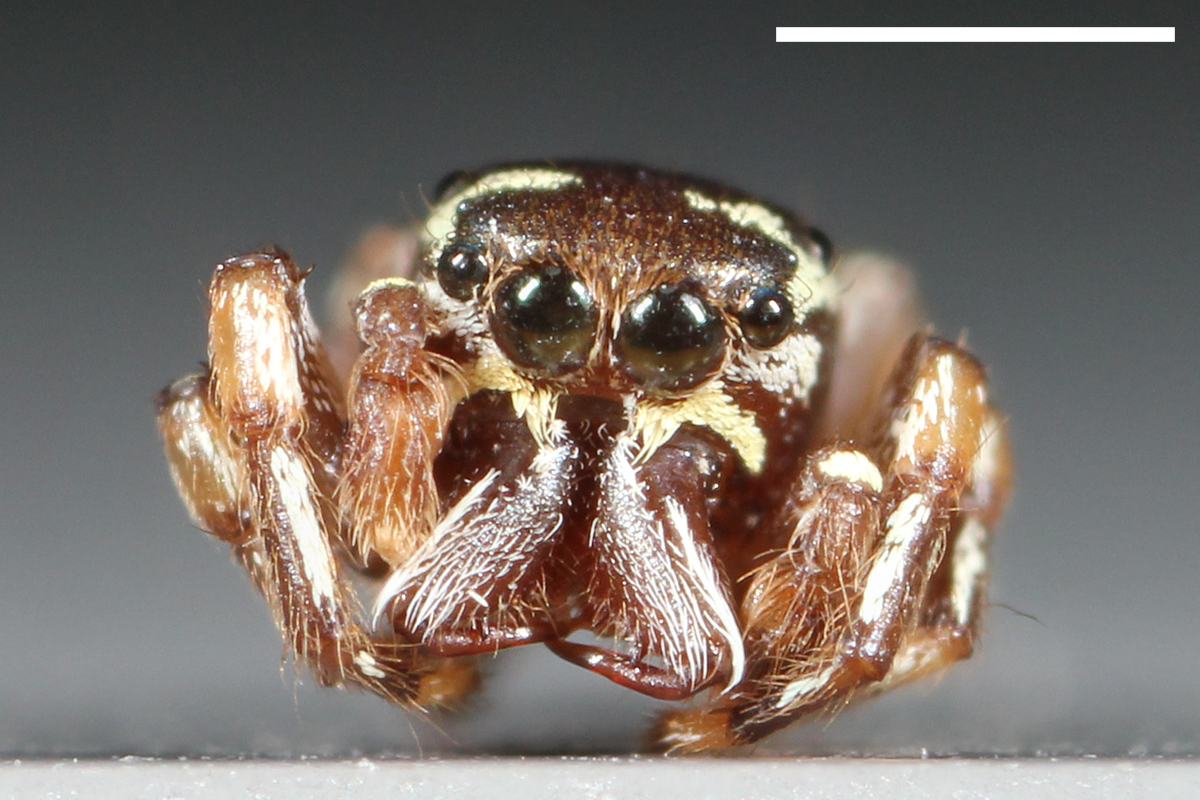
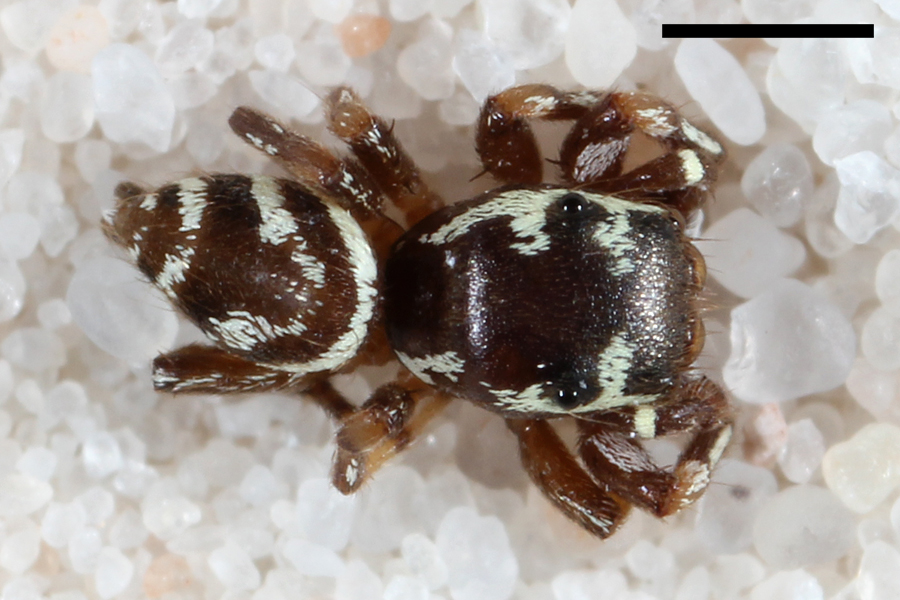